# نقص فرنکل

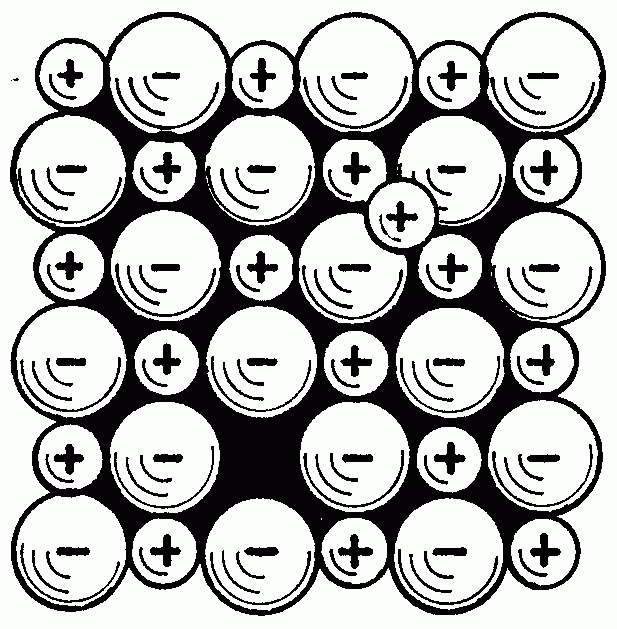
طراحی از یک نقص فرنکل - یک کاتیون با به جا گذاشتن یک جای‌خالی به یک اتم بین نشین تبدیل شده‌است.

نقص فرنکل (به انگلیسی: Frenkel defect) نوعی عیب کریستالی نقطه‌ای یا بدون بعد می‌باشد که در سرامیک‌ها اتفاق می‌افتد و زمانی به وجود می‌آید که یک یون (معمولا کاتیون) از یکی از نقاط شبکه به فضاهای بین اتمی نزدیک (حفره‌های ساختاری) منتقل شود که در نتیجه یک جای‌خالی در مکان اولیه و یک بین‌نشینی در مکان ثانویه ایجاد می‌کند. پس نقص فرنکل از یک تهی‌جایی و یک بین‌نشینی یون به وجود می‌آید. در حقیقت از آنجایی که سرامیک‌ها از یونهای باردار تشکیل می‌شوند و باید شرایط خنثی بودن الکتریکی حفظ شود، عیوب در سرامیک‌ها به تنهایی اتفاق نمی‌افتد، یکی از انواع این عیوب یک جفت جای‌خالی و بین نشینی کاتیون است که به آن نقص فرنکل می‌گویند. این عیب از آنجایی که با جابه‌جایی اتم یا یون در داخل خود کریستال همراه است، تأثیری بر روی چگالی ماده ندارد همچنین تغییری در بار الکتریکی ایجاد نمی‌کند بدین معنی که نسبت کاتیون‌ها و آنیون‌ها تغییر نخواهد کرد.
تعداد نقص‌های فرنک از رابطه زیر بدست می‌اید:
{\displaystyle n_{f}\approx (NN^{*})^{\tfrac {1}{2}}exp({\frac {-\Delta H_{F}}{2kT}})}
که در آن {\displaystyle n_{f}} تعداد نقص‌های فرنکل، {\displaystyle N} تعداد کل مکان‌های اتمی، {\displaystyle N^{*}} تعداد مکان‌های آزاد برای قرارگیری یون، {\displaystyle \Delta H_{F}} انرژی لازم برای تشکیل یک نقص فرنکل، {\displaystyle k} ثابت بولتزمن و {\displaystyle T} دما برحسب کلوین می‌باشد. از آنجاییکه دو مقدار {\displaystyle N} و {\displaystyle N^{*}} معمولاً مشخص نیستند معمولاً نسبت {\displaystyle n_{f}/(NN^{*})^{\tfrac {1}{2}}} را بدست می‌آورند.

## فواید
از مهم‌ترین فواید نقص فرنکل می‌توان به وجود این نقص در برومید نقره اشاره کرد. با حرکت یون‌های مثبت نقره ({\displaystyle Ag^{+}}) از مکان اصلی شان به مکان‌های آزاد میان یون‌ها (بین نشینی) امکان ثبت تصاویر سیاه و سفید و رنگی  روی فیلم‌های عکاسی فراهم می‌شود.

## ماده استوکیومتری
برای مواد یونی اگر نسبت دقیقی از آنیون‌ها و کاتیون‌ها مطابق فرمول شیمیایی برقرار باشد گفته می‌شود ماده استیکومتری است. مثلاً شکست در تجزیه (پاسخ نامعتبر MathML همراه SVG یا PNG جایگزین (توصیه شده برای مرورگرهای مدرن و ابزارهای کمکی) ("Math extension cannot connect to Restbase.") از سرور "http://localhost:6011/fa.wikipedia.org/v1/":): {\displaystyle \ce{NaCl}}
 زمانی استوکیومتری می‌باشد که نسبت یون‌های مثبت {\displaystyle {\ce {Na+}}} و منفی {\displaystyle {\ce {Cl-}}} دقیقا ۱:۱ باشد.